# 第一次モロッコ事件

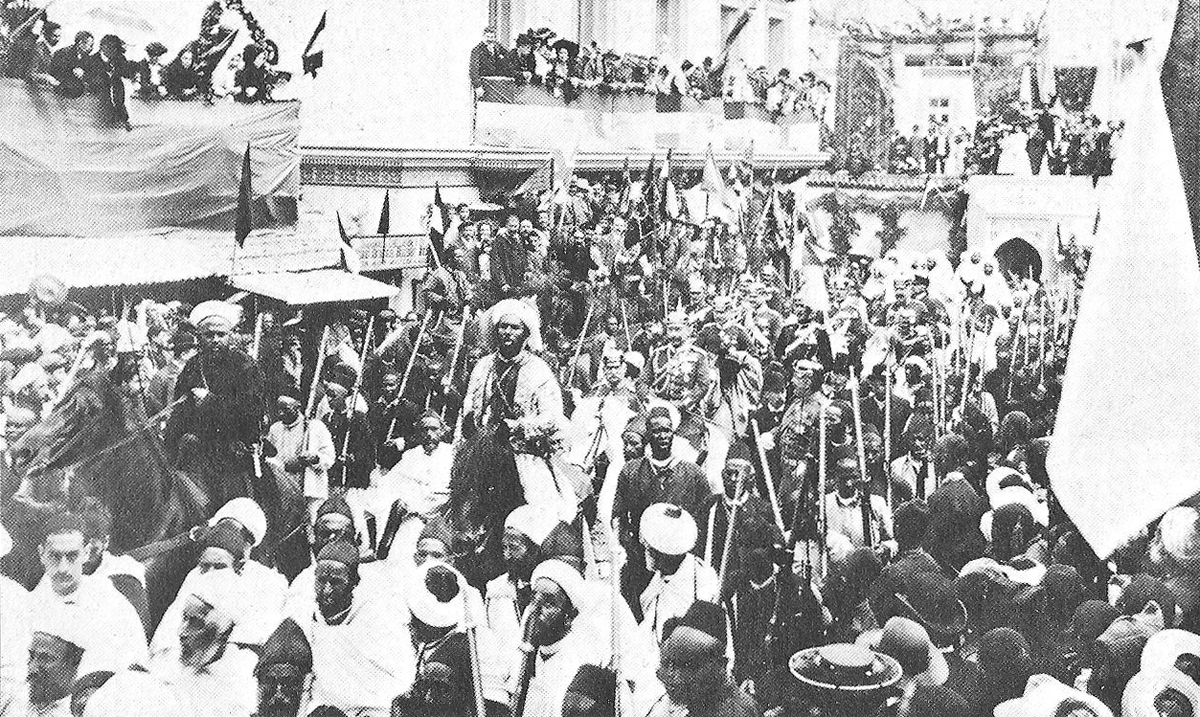
ヴィルヘルム2世のタンジール訪問

第一次モロッコ事件（だいいちじモロッコじけん、First Moroccan Crisis）とは、1905年にドイツ皇帝ヴィルヘルム2世がモロッコ北端の港湾都市タンジール（Tangier）を訪問し、フランスのモロッコ進出を牽制したことによって生じた国際紛争である。別名タンジール事件（Tangier Crisis）。

## 背景
1890年、ビスマルクの下野に伴い、ヴィルヘルム2世は親政を開始した。彼はビスマルクと異なり植民地獲得に積極的で、イギリスやフランス、ロシアに対する遅れを取り戻さんとばかりに中近東やアフリカへの進出を行ったため、各地で衝突を繰り返した。
19世紀末のモロッコは、イギリスやフランス、スペインにとって、帝国主義的膨張政策の格好の標的となっていた。スペインは1859年以降モロッコ北部の侵略を行い、フランスも東隣のアルジェリアから侵攻した。わけてもタンジールは、ジブラルタル海峡を挟む位置にあるため、地中海地域における制海権の行方を左右する重要な戦略拠点であり、古代から激しい争奪戦が繰り広げられ、近代においては長いアフリカ航路を行くために必要な途中寄港地として繁栄したため、列強の関心を集めた。
1684年にタンジールはモロッコの領土となるが、19世紀に至ってヨーロッパ列強の抗争が再び激化。1880年のマドリード条約によって一旦は同地における権益の均衡が図られ、同時にモロッコの独立が認められた（その実態は、外圧によるタンジールの開港と、各国の治外法権の承認とに過ぎない）が、モロッコに対して特に関心を寄せていたフランスは、1901年にイタリアとの間で同地におけるフランスの優先権を確認する協定を締結するなど、着実にモロッコへの影響力を強めていった。
英仏関係の好転も、この動きを推し進めるものであった。ファショダ事件において頂点に達した両国間の危機的状況は、1899年に行われた勢力範囲の調整によって終息した。ドイツの進出に対抗して1904年に成立した英仏協商で、フランスはモロッコにおける優越権、イギリスはエジプトにおける優越権を互いに確認した。
一方、セウタやメリリャなど一部地域は、スペインの勢力圏内に収まりつつあり、モロッコの領土はフランス、スペイン両国に帰することがほぼ確実な情勢となっていた。もはや抗争は終結したに等しく、他国に遅れをとったドイツにとって、状況は圧倒的に不利であったが、世界政策の実現に弾みをつけるためにも、これを覆すことが強く望まれた。

## タンジール訪問
フランスはモロッコの財政危機に乗じて借款を供与し、その代償としてモロッコの関税収入の6割を得ることとした。また1905年1月には、フランス将校の主導する国軍の創設、フランス資本による国立銀行の設置などの内政改革を要求した。こうした一連の動きにドイツが反応した。
1905年春、ヴィルヘルム2世は恒例の春季休暇の地中海クルーズを楽しんでいたが、3月31日、突如タンジールを訪問した。埠頭で歓迎を受けたヴィルヘルム2世は、続いて向かったドイツ領事館でモロッコの領土保全と門戸開放を主張する演説を行い、同席していたフランス代表シャラサの度肝を抜いた。更に、スルタンのアブドゥル・アジズが病気で面会できなかったため、その大伯父と会談し、独立国としてのモロッコの地位を支持することを改めて説いた。
こうしてヨーロッパを騒然とさせたタンジール訪問は終了した。もっとも、ヴィルヘルム2世自身は、この訪問には消極的だったようである。

## モロッコ危機
アブドゥル・アジズはドイツの支持を頼みに、フランスが突き付けた内政改革の要求を断固拒否した。また、ドイツ首相ベルンハルト・フォン・ビューロー（Bernhard Fürst von Bülow）はフランスに対し、問題解決のため国際会議を開催するよう要求し、独仏間に緊張が走った（モロッコ危機）。
フランス世論は一挙に硬化。ことに外相デルカッセ（Théophile Delcassé）は対独強硬策を主張して譲らなかったが、イギリスの軍事援助がフランスの期待通りに行われるか否かは不透明な情勢であった。また、フランスと同盟関係（露仏同盟）を構築していたロシアは日露戦争に忙殺されていたため、多くの助力は期待できなかった。6月、首相ルーヴィエ（Maurice Rouvier）は主戦論者のデルカッセを更迭した。ルーヴィエは戦争を回避し、国際会議のテーブルにつく道を選択した。
なお、このような中にあっても、12月にドイツ軍は部分動員を開始、フランスも翌1906年1月、国境に騎兵部隊を配置するなど、開戦に備えた動きも見られ、事は決して平和裏に収拾されていた訳ではない。ロシアではポーツマス会議の交渉中にニコライ2世が帝政ドイツとのあいだにビョルケ密約を結んでおり、独露同盟に発展することもありえたが、外相ウラジーミル・ラムスドルフは親仏路線を堅持し、フランス支援に動いた。

## アルヘシラス会議
1906年1月、スペインのアルヘシラスでドイツの要求通り国際会議が開催された。しかし諸外国の支持を取り付けることができなかったため、ドイツはモロッコの現状維持を承認せざるを得なかった。
4月7日成立したアルヘシラス議定書では、モロッコの主権尊重、列強各国への門戸開放と機会平等が定められた。しかし実質的な支配権は、治安や金融の掌握を認められたフランスとスペインにあった。
デルカッセは、この事件で外相の椅子を失った。しかし、「筋を通した」としてフランス国民からは歓迎された。